# Геннадий Столяров II
Геннадий Столяров II (англ. Gennady Stolyarov II) — американский писатель, подкастер, актуарий, либертарианец и трансгуманист, автор, наиболее известный своей книгой «Death is Wrong». Также он имеет другие работы, публиковавшиеся в Институте этики и новых технологий, Le Québécois Libre en, Институте Мизеса и на его персональном сайте The Rational Argumentator. Столяров также возглавляет Трансгуманистическую партию США и Трансгуманистическую партию Невады, а также работает как актуарий и страховой регулятор (англ. insurance regulator) в Неваде.

## Ранняя жизнь
Столяров родился и провёл несколько первых лет своей жизни в Минске, Белоруссия. После миграции в Соединённые Штаты и принятия американского гражданства он учился в Хилсдейком колледже (Hillsdale Collegeen, г. Хилсдейлen, Мичиган), имея специализацию по экономике, математике и немецком языку. Роберт Мерфи (Robert P. Murphyen) назвал Столярова лучшим студентом в Хилсдейлском колледже.

## Карьера
На писательскую деятельность Столярова оказала большое влияние философия Айн Рэнд. Его работы относятся к жанрам научная фантастика, философские эссе, поэзия и учебные пособия. Он также публикует свои музыкальные композиции и вместе с его бывшей женой, Венди, ведёт серию подкастов под названием "G + W Audio Broadcasts".
В феврале 2014 Столяров начал краудфандинговую кампанию для сбора средств, чтобы бесплатно раздать детям тысячу копий своей книги «Death is Wrong». В своей книге он говорит о том, что смерть является противником и призывает читателей помочь одолеть её, используя технологии. Согласно странице книги на краудфандинговом сайте Indiegogo, заявленная цель собрать 5000$ была превышена в апреле 2014.
Геннадий Столяров также вовлечён в трансгуманистическую политическую деятельность. Он является председателем (chairman) Трансгуманистической партии США, которая выступает за развитие технологий продления жизни и имеет на октябрь 2018 года 1100 зарегистрированных членов. Согласно веб-сайту партии, членство в ней не имеет денежной стоимости. Столяров также генеральный директор (Chief Executive) Трансгуманистической партии Невады. В сентябре 2018 он выступил спикером на «RAAD Festival 2018» — одном из крупнейших событий года в США, посвящённых продвижению технологий продления жизни.